# Occhio! (album)
Occhio! è il quarto album del gruppo musicale Radici nel Cemento, pubblicato nel 2004 dall'etichetta discografica V2 Records.
Continua anche in questo disco la collaborazione con Roy Paci e Madaski.

## Tracce
1. Ansai come ce piace – 4:47
2. Dalla terra – 4:12
3. Er traffico de Roma – 4:11
4. La riva del mar – 3:24
5. Wandering – 3:23
6. Sognando Jamaica – 4:10
7. Balle! – 3:50
8. Io resto qua – 3:35
9. Intro – 0:35
10. La mia radio – 4:45
11. Ansai che version – 4:01
12. Centocinquantasette – 3:47
13. La logica del profitto – 4:08
14. La logica del dub – 3:39
15. È la mia vita – 3:47

Durata totale: 56:14

## Formazione
- Adriano Bono - voce, chitarra, flauto traverso, cori
- Giorgio "Rastablanco" Spriano - chitarre, voce, cori
- Vincenzo Caristia - batteria, percussioni
- Federico Re - percussioni
- Leonardo Bono - dub
- Christian Stephan Simone - sax tenore, voce (brano 15)
- Giulio Ferrante - basso, contrabbasso, cori

### Altri musicisti
- Roy Paci - tromba, filicorno e voce (brano 11)
- Andrea Pagani - trombone, arrangiamento fiati
- Stefano "Ras Judah" Capasso - tastiere, organi e voce (brano 15)
- Gianpaolo Casella - tromba
- Natty Vale - voce (brano 1 e 11)
- Angelo Morrone - tastiere, organi, campionamenti
- Bruno Avramo - campionamenti